# Splot Woodruffa
Splot Woodruffa – w anatomii człowieka splot tętniczy zlokalizowany na bocznej ścianie jamy nosowej na wysokości małżowiny nosowej środkowej i małżowiny nosowej dolnej. Powstaje z połączenia tętnicy podniebiennej zstępującej oraz tętnicy nosowej tylnej i tętnicy nosowej bocznej odchodzących od tętnicy klinowo-podniebiennej.